# 148e (Meiktila) Batterie du Royal Artillery
148e batterie d'observation avancée commando (Meiktila)  est une unité spécialisée d'observation avancée du soutien des tirs navals (NGSFO) au sein du 29e régiment d'artillerie commando de l'artillerie royale de la 3 brigade commando des Royal Marines. 
L'unité fournit des équipes d'appui-feu (FST - anciennement appelées parties d'observation avancée) pour contrôler et coordonner les feux d'artillerie navals (appui-feu naval, munitions navales et guidées) de la Marine royale et des navires alliés, ainsi que des tirs d'artillerie provenant des batteries du 29e régiment d'artillerie commando, en appui de la 3e Brigade commando. À l'appui de cette mission, la batterie fournit des FST à la Royal Navy lors de la formation sur une variété de champs de tir à travers le monde. 
Les FST de la 148 comprennent des artilleurs du Royal Artillery, déjà qualifiés lorsqu'ils sont affectés dans la batterie, renforcés par du personnel des transmissions de la Royal Navy qui doivent suivre le cours All Arms Commando. Tout le personnel de la batterie est également formé au parachutisme. La batterie est appuyée par une section du génie du Royal Engineers qualifiés commandos. La batterie est basée à RM Poole dans le Dorset.

## Histoire

### Formation
Formée à l'origine pendant la Seconde Guerre mondiale, l'unité a finalement évolué pour devenir la 95e Unité d'observation avancée (95th Forward Observation Unit ou 95 FOU). En 1975, l'unité a été réduite à sa taille actuelle et co-implantée avec le SBS à RM Poole. Il était chargé de fournir des équipes FO aux Royal Marines et Parachute Regiment. L'Allied Command Europe Mobile Froce (AMF (L)). L'unité de plus petite taille a rapidement constaté qu'elle n'était pas en mesure de respecter ses nombreuses obligations. 

### La guerre des Malouines
Après l'invasion argentine des Malouines, l'unité s'est déployée dans l'Atlantique Sud où elle a opéré aux côtés des SAS et des SBS. Les compétences de l'unité entraînée par le Commando étaient très demandées, car les commandants ont redécouvert leur utilité. Les équipes FO furent envoyées sur l'archipel alors que les Britanniques progressaient sur la capitale à Port Stanley. 
Trois civils britanniques à Port Stanley furent tués par des tirs de la marine britannique contrôlés par l'unité, lorsque le radar MIP de la balise d'un navire a mal fonctionné. Les trois femmes se réfugiaient dans une partie de la ville qui avait été annoncée comme désertée par les civils par l'équipe FO. Cette équipe était elle-même dans une position très exposée au nord de la ville. L'officier FO a calculé la correction propre au navire. mais la correction n'a pas été appliqué. Après les trois premiers impacts, l'observateur a fait cesser le feu. Les artilleurs du navire ont passé les 24 heures suivantes à analyser les données avant de réaliser que le radar ne s'était pas verrouillé sur le point de référence correct, créant une erreur de tir égale à la correction calculée par l'observateur. Le commandement militaire argentin n'a pas tardé à présenter cette erreur comme un acte d'agression délibéré contre les Insulaires. L'équipe FO, qui effectuait toujours des reconnaissances et des bombardements secrets, a appris la tragédie en écoutant la BBC World Service. 
Des équipes FO ont demandé et guidé des tirs d'artillerie et des frappes aériennes sur des positions argentines à l'appui de chaque assaut britannique majeur.  

### Golfe persique 1991
La 148 a fourni des équipes initialement dans le nord de l'Irak et ont ensuite aidé à la chasse aux lanceurs de missiles Scud. 

### Guerres des Balkans
La 148 a fourni un appui-feu à diverses formations britanniques. 

### Irak
La 3e Brigade de commandos a effectué un débarquement amphibie pour occuper la péninsule d'Al Faw pendant l'opération Telic, au cours de l'invasion de l'Irak en 2003. La première nuit de l'opération, l'unité a subi sa première mort de la guerre lorsqu'un hélicoptère de la marine américaine s'est écrasé près de la frontière irakienne.

### Afghanistan
Le lance-bombardier Ross Clark, âgé de 25 ans, sud-africain et le lance-bombardier Liam McLaughlin, âgé de 21 ans, du Lancashire, furent tués lors d'une attaque à la roquette dans la région de Sangin dans la province de Helmand le 3 mars 2007. 

## Structure de la batterie
La batterie est constituée d'un certain nombre d'équipes d'appui-feu (FST), opérant à terre, en avant de la ligne de front, pour observer et identifier les cibles potentielles et effectuer une évaluation préliminaire des dommages au combat, ajuster le tir ou fournir un éclairage cible pour un guidage laser d'armes. 
La batterie se compose de personnel du QG, d'équipes d'appui-feu et de personnel de soutien administratif et logistique. 
Une FST est composée de cinq personnes, un commandant de patrouille (un capitaine de l('artillerie royale), un artilleur comme commandant en second (2IC). Le reste de l'équipe se compose d'un transmetteur (Royal Navy), un lance bombardier et un cannonier. L'équipe peut être divisée en deux, l'artilleur commandant une équipe et le capitaine l'autre. Tous les membres de l'unité sont capables de coordonner les frappes aériennes et de diriger les tirs d'artillerie. 

## Sélection et formation initiale
Les volontaires de la batterie doivent d'abord suivre le cours All Arms Commando et la formation de parachutiste. Après la qualification de commando, à moins qu'ils ne soient déjà qualifiés comme observateurs, ils passent ensuite six mois de formation de base sur le contrôle et le réglage des tirs. Le personnel est formé à l'infiltration et à l'exfiltration, à l'observation discrète, à l'identification et à la localisation des cibles, aux communications vocales et de données, au réglage des tirs et aux techniques de contrôle aérien avancé (FAC). À la fin du cours, un nouvel assistant d'artillerie navale (NGA) sera affecté à une équipe d'observation avancée pour une période probatoire. 

## Formation continue et en unité
Une fois qu'un NGA a terminé sa période d'essai, le candidat peut être sélectionné pour suivre une formation amphibie supplémentaire au-delà de celle de l'AACC. Au cours de la formation amphibie, les NGA sont formés à l'infiltration en parachute au-dessus de l'eau. Une formation est également dispensée sur le pilotage des petites embarcations rapides. Une grande partie de la formation se déroule la nuit, ce qui est le moment privilégié pour l'infiltration et l'exfiltration discrète. Un membre de l'équipe (l'auxiliaire sanitaire de l'équipe) est également formé en tant que technicien médical de combat avec une formation médicale supplémentaire en BATLS (Battlefield Advanced Trauma Life Support) et BARTs (Battlefield Advanced Resuscitation). 
L'unité dispense une formation au cours de divers exercices et sous différents climats, y compris la montagne et l'Arctique, la jungle, le désert et les régions tempérées. Il se déploie régulièrement avec des unités des Royal Marines en Norvège pour une formation annuelle sur la guerre par temps froid et au Belize pour une formation sur la guerre dans la jungle. Compte tenu des niveaux de compétences similaires il y a aussi des formations avec les ANGLICO de l'USMC et le Marine Corps des Pays-Bas.  

## Équipement
La batterie utilise les véhicules et l'équipement standard de la 3e Brigade commando, auxquels s'ajoutent des capacités d'observation spécialisées: vision nocturne, communications vocales et de données et indication de cibles telles que les désignateurs de cibles laser et la localisation GPS. Les armes personnelles sont le L85A2, avec la mitrailleuse polyvalente L7 (GPMG) et la Minimi comme armes de tir de soutien. 